# Кольчугино
Кольчу́гино — город (с 1931 года) во Владимирской области России. Административный центр Кольчугинского района. Образует городское поселение город Кольчугино.

## География
Расположен в северо-западной части Владимирской области, на реке Пекше (приток реки Клязьмы), в Юрьевском ополье, на отрогах Московской возвышенности, в 74 км от Владимира, в 131 км от Москвы (через Киржач), в 40 км от Александрова, в 30 км от Юрьева-Польского. Входит в Северо-Западный внутриобластной экономический район.

## Климат
Климат города умеренно континентальный. Здесь тёплое лето, довольно холодная зима и хорошо выраженные переходные периоды — весна и осень. Средняя температура июля составляет +18,2 °C, января −9,6 °C. Среднегодовое количество осадков — 584 мм. По многолетним наблюдениям, количество дней с температурой выше 0 °C составляет 151 день. Снеговой покров держится 4—5 месяцев, снег укрывает землю обычно в конце ноября — начале декабря, сходит снег с открытых мест в середине апреля, в лесу в конце апреля.
Средняя годовая температура: +4,3 °C, абсолютный минимум: −46 °C, абсолютный максимум: +37 °C. Самый холодный месяц — январь. Самый тёплый месяц — июль.

## История
Основан в 1871 году как рабочий посёлок при медерасковочном и проволочном заводе московского купца Александра Кольчугина близ села Васильевского, на речке Белой, впадающей в реку Пекшу, и назван его именем. Завод бурно развивался, с ним рос рабочий посёлок. После 1887 года в посёлке были построены кирпичные и рубленые одно- и двухэтажные дома для специалистов и большие казармы-общежития для рабочих.
В 1896 году вблизи завода открылся участок железной дороги Александров — Кинешма, что существенно ускорило развитие завода и посёлка.
В 1900—1905 годах на территории завода, близ речки Белой, снесли первые деревянные дома и на их месте построили большой 4-этажный корпус давильного завода (производство самоваров).
К 1915 году завод «Товарищество Кольчугина» был крупным заводом, на нём работало свыше 10 тыс. человек. Особенно бурный рост рабочего посёлка с расширением завода пришёлся на 1930—1940-е годы. К тому времени на заводе работало более 12 тыс. человек, а население в посёлке превышало 15 тыс. человек.
В 1922 году в Кольчугине были получены первые образцы кольчугалюминия, сплава, разработанного на базе завода имени Орджоникидзе, по имени которого назван сплав. Из этого сплава был изготовлен первый отечественный металлический самолёт АНТ-2.
В 1924—1925 годах в так называемом Ленинском посёлке (квартал между нынешними улицами Победы, Алексеева, Щорса, Мира) появились первые капитальные многоквартирные дома. Также до войны построили несколько многоэтажных домов в том же Ленинском посёлке и в центре города вокруг сквера на улицах Ленина и III Интернационала.
4 февраля 1929 года вышло распоряжение включить в черту рабочего поселка Кольчугино «деревню Васильевское, деревню Давыдково и выселок деревни Литвиновой» (орфография оригинала распоряжения).
20 марта 1931 года рабочий посёлок получил статус города.
В 1937 году на ровном взгорье Васильевского увала, бывших Васильевских полях и угодьях был оборудован аэродром и при нём открыт аэроклуб. Кольчугинский аэроклуб существовал до 1942 года и за 5 лет подготовил более 300 гражданских и военных пилотов. Аэродром работал до застройки Первого микрорайона.
Весной 1941 года Кольчугино получило статус города областного подчинения.
В послевоенные 1950—1960-е годы началась активная застройка свободных площадей Васильевского посёлка. В это время город включил в свои границы деревню Тонково.
В 1977 году на реке Пекше была закончена постройка плотины и заполнено Кольчугинское водохранилище.
В 1990-е годы на территории бывшего аэродрома началось возведение кирпичных многоэтажных домов.
6 марта 2000 года в соответствии с Законом Владимирской области № 11-ОЗ город Кольчугино и Кольчугинский район были объединены в одно муниципальное образование округ Кольчугино.
14 февраля 2001 года в состав города был включён посёлок Белая Речка.
В 2006 году в результате реформы местного самоуправления город вошёл в состав Кольчугинского муниципального района как городское поселение город Кольчугино, включившего в себя населённые пункты бывшего Литвиновского сельсовета: п. Литвиново, п. Зеленоборский, деревни. Литвиново, Гольяж, Дмитриевский погост, Марьино, Зайково, Абрамовка, Отяевка, Литвиновские Хутора.

## Население
| 1897    | 1923    | 1926    | 1931    | 1939    | 1959    | 1967    | 1970    | 1979    | 1989    | 1992    |
| ------- | ------- | ------- | ------- | ------- | ------- | ------- | ------- | ------- | ------- | ------- |
| 1300    | ↗5138   | ↗11 600 | ↗22 900 | ↗29 626 | ↗37 865 | ↗40 000 | ↗41 637 | ↗43 741 | ↗45 601 | ↘45 400 |
| 1996    | 1998    | 2000    | 2001    | 2002    | 2003    | 2005    | 2006    | 2007    | 2008    | 2009    |
| ↗46 000 | ↗46 200 | →46 200 | ↗46 300 | ↗47 059 | ↗47 100 | ↘46 500 | ↘46 300 | ↘45 900 | ↘45 700 | ↘45 628 |
| 2010    | 2011    | 2012    | 2013    | 2014    | 2015    | 2016    | 2017    | 2018    | 2019    | 2020    |
| ↗45 776 | ↘45 653 | ↘45 225 | ↘44 786 | ↘44 405 | ↘44 125 | ↘43 784 | ↘43 543 | ↘43 089 | ↘42 708 | ↘41 953 |
| 2021    | 2024    |         |         |         |         |         |         |         |         |         |
| ↘39 410 | ↘37 741 |         |         |         |         |         |         |         |         |         |

На 1 января 2025 года по численности населения город находился на 403-м месте из 1124 городов Российской Федерации.
Характеристика населения
Мужчины составляют 45,9 % от всего населения, женщины — 54,1 % (2005 год по округу). Численность экономически активного населения составляет 30,4 тыс. человек. Занято в экономике 22,1 тыс. человек (72,6 %) (2005). Из общей численности работающего населения занято в материальном производстве 71,8 %, в непроизводственной сфере — 28,2 % (2005).
Население по возрасту (на 2005 год по округу) распределяется следующим образом: до 17 лет — 4,5 %, моложе трудоспособного возраста — 16,1 %, лица трудоспособного возраста — 50,4 %, пенсионного возраста — 29 %. Зарегистрированная безработица в округе составляет 2,5 %. По неофициальным данным на декабрь 2009 г. до ~15 %.
На ноябрь 2013 года в Кольчугинском районе официально насчитывалось 1356 трудовых мигрантов.
Национальный состав
По итогам переписи населения 2020 года проживали следующие национальности (национальности менее 0,1 % и другое, см. в сноске к строке «Другие»):
| Национальность | Численность, чел. | Доля     |
| -------------- | ----------------- | -------- |
| Русские        | 35 122            | 89,13 %  |
| Таджики        | 1147              | 2,91 %   |
| Армяне         | 351               | 0,89 %   |
| Украинцы       | 195               | 0,49 %   |
| Татары         | 153               | 0,39 %   |
| Узбеки         | 131               | 0,33 %   |
| Азербайджанцы  | 76                | 0,19 %   |
| Белорусы       | 54                | 0,14 %   |
| Другие         | 2181              | 5,53 %   |
| Итого          | 39 410            | 100,00 % |

## Достопримечательности
- Свято-Покровский храм (1792 год).
- Башня в форме самовара (архитектор Алексей Верещагин, 1922 год); строилась как водонапорная, некоторое время служила в качестве телевизионной.
- Дом Белышевых.
- Памятник В. И. Ленину в Ленинском посёлке открыт 7 ноября 1925 года. Скульптор М. Я. Харламов. Один из первых памятников В. И. Ленину.
- Памятник С. Орджоникидзе у завода «Кольчугцветмет».
- Кольчугинское водохранилище на реке Пекше открыто в 1977 году. Один из самых больших искусственных водоемов Владимирской области.
- Музей «История эвакогоспиталя № 3083», открытый в здании бывшего госпиталя периода Великой Отечественной войны.
- Музей «Летопись родного края» при станции юных туристов.
- Центр истории заводов купца А. Г. Кольчугина при АО «Электрокабель кольчугинский завод».

- Водонапорная башня
- Дом Белышевых

## Экономика
- ЗАО «Кольчугцветмет» — завод по обработке цветных металлов имени Серго Орджоникидзе, бывший металлургический завод купца А. Г. Кольчугина. Один из старейших производителей металлической посуды, в частности, подстаканников, которыми комплектуются поезда ОАО «Российские железные дороги» и других железнодорожных компаний[37]. В 2017 году ЗАО «Кольчугцветмет» вошел в состав АО «Электрокабель кольчугинский завод».
- ООО «Кольчугинский завод специальных сплавов» — завод по производству прутков и труб из цветных металлов. Основан в 2019 году на базе завода по обработке цветных металлов имени Орджоникидзе.
- АО «Электрокабель кольчугинский завод» — завод по выпуску кабельно-проводниковой продукции, бюджетообразующее предприятие города и области. Основан в 1939 году на базе завода по обработке цветных металлов имени Орджоникидзе.
- ЗАО ТД «Кольчуг-Мицар» — завод по производству столовых приборов и посуды из цветных и драгоценных металлов, ранее бывший частью металлургического завода купца А. Г. Кольчугина. В 2008 году ЗАО ТД «Кольчуг-Мицар» вошел в состав ЗАО «Кольчугцветмет».
- ООО «Кольчугцветметобработка» — завод по производству труб из цветных металлов. Основан в 1997 году[38][39].
- АО «Интерсильверлайн» — завод по производству товаров народного потребления из серебра марки «Аргента».
- ПАО «Электродвигатель» — завод по выпуску электрогенераторов, электродвигателей, дизельных электростанций и насосов.
- ООО «Кольчугинобетон» (Кольчугинский завод железобетонных изделий) специализируется на изготовлении плит перекрытия различной длины, фундаментных подушек и блоков, перемычек, заборов, стеновых панелей, колец, опор электропередач, теплотрассных плит, лотков.
- ПАО «Кольчугинская сельхозтехника» выпускает электротехническое оборудование.
- АО «Кольчугинская швейная фабрика».
- ПАО «Кольчугинский хлебокомбинат».
- ООО «Фобос» — таможенный пост, склад временного хранения.
- ООО «Ювелирный завод „Адамант“» — завод по выпуску ювелирных изделий, преимущественно цепи и браслеты с разными видами покрытия.
- Мебельная фабрика «Виста» (д. Копылки) производит, в основном, стулья и столы, собираемые из импортных комплектующих.
- Мясокомбинат.
- Производство рыбной продукции (пресервы, соления, копчености).
- Производство мороженого и молокопродуктов.
- Кольчугинский пивоваренный завод (фактически не работает с середины 1990-х годов).
- Следственный изолятор № 3 (п. Труда д. 1).

## Транспорт
На железнодорожной станции Кольчугино Северной железной дороги останавливаются пригородные поезда Александров — Иваново (№ 6292/6491) и пассажирские поезда Москва — Иваново (№ 674/673), Москва — Кинешма (№ 662/662).
С областным центром город связан автомобильным сообщением по региональной дороге 17А-2 Колокша —Дворики. Работает автовокзал. Имеется регулярное автобусное сообщение с Москвой через Киржач, Черноголовку. Через Кольчугино проезжают автобусы Москва — Юрьев-Польский.
Вблизи города проходит магистральный газопровод и ВЛ 750 кВ Калининская АЭС — Владимир.
В городе действует шесть автобусных маршрутов и несколько частных фирм такси.
Перевозчик — ИП Суханова С.С.
Стоимость проезда по городу (на 2020 год) — 21 рубль.

### Список маршрутов[41]
| №                                 | Наименование маршрута            | Период обслуживания                        | Примечания |
| --------------------------------- | -------------------------------- | ------------------------------------------ | --- |
| Городские маршруты                |                                  |                                            | |
| 2                                 | Тонково — улица Максимова        | круглогодично, ежедневно                   | Отдельные рейсы выполняются по маршрутам «Улица Максимова — Центр», «Центр — Тонково».                                                                        |
| 3                                 | Улица Максимова — Белая речка    | круглогодично, ежедневно                   | Отдельные рейсы выполняются по маршрутам «Улица Максимова — Центр», «Центр — Большая Речка», «Большая Речка — Центр», «Центр — Улица Максимова».              |
| 4                                 | КСТ — улица Максимова            | круглогодично, по будням                   | Отдельные рейсы выполняются по маршрутам «КСТ — Центр», «Центр — Улица Максимова», «КСТ — Проходная».                                                         |
| 5                                 | Гольяж — улица Максимова         | круглогодично, ежедневно                   | Отдельные рейсы выполняются по маршрутам «Гольяж — Центр», «Центр — Улица Максимова, «Центр — Гольяж».                                                        |
| 6                                 | Улица Максимова — улица Гагарина | круглогодично, ежедневно                   | Отдельные рейсы выполняются по маршрутам «Улица Максимова — Центр», «Центр — Улица Гагарина», «Улица Гагарина — Проходная», «Центр — Улица Максимова».        |
| 7                                 | Улица Максимова — Отяевка        | круглогодично, ежедневно                   | Отдельные рейсы выполняются по маршрутам «Улица Максимова — Проходная», «Центр — Отяевка», «Центр — Проходная», «Отяевка — Центр», «Центр — Улица Максимова». |
| Пригородные маршруты              |                                  |                                            | |
| 105                               | Кольчугино — Бавлены             | круглогодично, ежедневно                   | |
| 106                               | Кольчугино — Красная Гора        | круглогодично, ежедневно                   | |
| 107к                              | Кольчугино — Золотуха            | круглогодично, по вторникам и четвергам    | |
| 108                               | Кольчугино — Вишневый            | круглогодично, ежедневно                   | |
| 109                               | Кольчугино — Новобусино          | круглогодично, ежедневно                   | |
| 111                               | Кольчугино – Фомино              | с мая по сентябрь, по вторникам и субботам | |
| 112                               | Кольчугино — Ваулово             | круглогодично, по средам и воскресеньям    | |
| 113                               | Кольчугино — Беречино            | круглогодично, ежедневно                   | |
| 115                               | Кольчугино — Флорищи             | круглогодично, по вторникам и субботам     | |
| Междугородние маршруты            |                                  |                                            | |
| 520                               | Владимир — Александров           | круглогодично, ежедневно                   | |
| 907                               | Москва — Кольчугино              | круглогодично, ежедневно                   | |
| Проходящие междугородние маршруты |                                  |                                            | |
| 522                               | Владимир — Кольчугино            | круглогодично, ежедневно                   | |
| 4053                              | Москва — Юрьев-Польский          | круглогодично, ежедневно                   | |

## Социальная сфера
В городе работает 19 детских садов.
В городе действует развитая система муниципальных медицинских учреждений, включая станцию скорой медицинской помощи. Развивается частная медицина.
- ООО «Эстет» (стоматология).
- ООО «Медицинский центр „Биоритм“».
- ООО «Жемчужина» (стоматология)

## Гостиницы
- Гостиница «Дружба».
- Гостевой дом «Альянс».

## Культура
- Дворец культуры.
- Картинная галерея.
- Кольчугинская детская школа искусств.
- Кольчугинская центральная районная библиотека.

## Образование
- Средние общеобразовательные школы № 1, 2, 4, 5, 6, 7
- ГКОУ ВО «Специальная (коррекционная) общеобразовательная школа-интернат г. Кольчугино» (ул. Садовая 48)
- ГБПОУ ВО «Кольчугинский политехнический колледж» (ул. Металлургов, 1).

Учреждения дополнительного образования:
- станция юных туристов,
- центр внешкольной работы,
- детско-юношеская спортивная школа,
- межшкольный учебный комбинат,
- МУЧ «ЦМИ Кольчугинского района»,
- детская школа искусств.

## Спорт
В Кольчугине находится два стадиона «Металлург» и лыжно-биатлонный «Кабельщик» (реконструирован в 2017 г), дворец спорта с бассейном и несколько тренажёрных залов. В городе есть своя команда по футболу ФК «Металлург». Большую популярность имеет баскетбол, ежегодно жители занимают призовые места на областных соревнованиях по стритболу.
С 2008 года функционирует молодёжный спортивный клуб «Спорт Экстрим», поддерживающий такие виды, как лыжный спорт, мотокросс, квадроспорт, аквабайк, велоспорт. В течение пяти лет он совместно с клубом квадроциклистов «VГрязь» проводил межрегиональный фестиваль внедорожных видов спорта «Июльская квадрожара», признанный лучшим спортивным событием 2015 года по версии премии в области событийного туризма Russian event awards.
С марта 2011 года некоторое время действовал спортивный центр «Милосердие и порядок».
Функционируют экстрим-арена «Запятая» (трасса мотокросса в районе плотины на реке Пекше), профессиональная лыжная трасса (классический и коньковый стиль) в районе д. Падубки, а также прогулочная лыжня в район оврага д. Собино. В 2010 году был открыт скейт-парк в парке дома культуры.

## СМИ
В Кольчугине имеются следующие СМИ:
- «Городская информационная газета» (выходит с 17 февраля 2014, тираж 7000 экз.),
- газета «Голос Кольчугинца» (выходит с 28 апреля 1928, тираж 4064 экз.)[43]
- газета «Кольчугинские вести» (выходит с 26 февраля 1999, тираж 3000 экз.)[44]
- газета «Кольчугинские новости» (выходит с 12 октября 2011, тираж 8000 экз.)[45]
- газета «Металлист»,
- газета «Кабельщик»,
- газета «Первая Информационная» (выходит с 15 июля 2016, тираж 13000 экз.),

В Кольчугине вещают радиостанции «Дорожное радио» (90,0 МГц), «Маруся FM» (90,7 МГц), «Русское радио» (92,3 МГц), «Юмор FM» (99,1 МГц), DFM (100,6 МГц), Радио Ваня (101,0 МГц), «Авторадио» (102,6 МГц), «Радио 7 на семи холмах» (103,2 МГц), «Радио Родных дорог» (103,6 МГц), «Ретро FM» (104,0 МГц), «Радио России» / «ГТРК Владимир» (106,7 МГц).

## Религия
Действующие православные приходы города относятся к Александровской и Юрьев-Польской епархии Владимирской митрополии Русской православной церкви (Московский патриархат). Главный православный центр города — церковь Покрова Пресвятой Богородицы (Свято-Покровский храм).

## Экологические проблемы
В результате так называемых «выбросов» из систем вентиляции цехов металлургического производства, в недавнем прошлом у рабочих завода и жителей города наблюдалось увеличенное количество заболеваний верхних дыхательных путей. Сейчас, в связи с сокращением объёмов производства, эта проблема практически отсутствует, но народная память всё равно связывает бронхиты и кашель с «выбросами».

## Персоналии
- Навальный, Алексей Анатольевич (р. 1976) — российский оппозиционер. В марте 2021 года находился в заключении в СИЗО-3 «Кольчугино»[46][47].

## Галерея
- Город Кольчугино (2008)
- Город Кольчугино (2008)
- Загородный лесопарк (2008)
- Дорога в лес (2008)
- Город Кольчугино (2008)
- Парк «Массовка» (2011)